# Samtgemeinde Walkenried
Samtgemeinde Walkenried er en tidligere samtgemeinde i udkanten af mittelgebirgeområdet Südharzen i Landkreis Göttingen i den tyske delstat Niedersachsen. Samtgemeinden bestod af kommunerne Walkenried, Wieda og Zorge, men Samtgemeinde Walkenried, men blev 1. november lagt sammen med de to andre kommuner i samtgemeinden Wieda og Zorge til en samlet kommune med navnet Walkenried..

## Geografi
Samtgemeinde Walkenried med dens tre kommuner Walkenried, Wieda og Zorge lå i trekanten mellem Bundesstraße 4, 27 og 243 ved sydenden af Harzen.
Det oprindeligt skovrige sumplandskab blev i det 12. århundrede forandret af munkene i cistercienserklosteret Walkenried, til et varieret og frugtbart landbrugsland med damme.
Munkene anlagde 365 så de havde fisk til alle dage i året. I dag kan kan kun finde omkring de 50, alle i et natur- fuglereservat.
Samtgemeinden ligger mellem 280 og 710 moh.

### Nærliggende byer
- 15 km Nordhausen
- 25 km Duderstadt
- 30 km Osterode am Harz
- 30 km Wernigerode
- 40 km Goslar

## Historie
Walkenried blev nævnt første gang i 1085. I 1127 oprettedes cistercienserklosteret Walkenried.